# Эскадренные миноносцы типа «Моми»
Эскадренные миноносцы типа «Моми» (яп. 樅型駆逐艦 Момигата кутикукан) — тип японских эскадренных миноносцев.
Как и все японские эсминцы II класса того времени, имели «ботанические» названия.

## Конструкция и строительство
Заказаны тремя группами: по программам 1918 года — 8 единиц («Моми», «Кая», «Нирэ», «Наси», «Такэ», «Каки», «Кури», «Цуга»), 1919 года — 5 единиц («Фудзи», «Кику», «Аои», «Хаги», «Сусуки») и 1920 года — 8 единиц («Аси», «Цута», «Вараби», «Хасу», «Хиси», «Сумирэ», «Ёмоги», «Тадэ»).
Дальнейшее развитие эсминцев типа «Момо». Во многом повторяя предыдущий проект, корабли типа «Моми» имели планировку машинно-котельных отделений и размещение орудий, аналогичную используемым на английских эсминцах серии «S»(что, в частности, привело к очень малым углам обстрела орудия № 2). На эсминцы было установлено значительно более совершенное вооружение, чем на типе «Эноки»: три 120-мм орудия Тип 3 с длиной ствола 45 калибров(в одиночных установках, прикрытые броневыми щитами), два 7,7-мм зенитных пулемёта, два двухтрубных 533-мм торпедных аппарата, кроме того, имелось тральное оборудование и съёмные рельсы для установки мин.
Силовая установка состояла из двух паровых турбин прямого действия конструкции Брауна-Кёртисса («Кая», «Вараби» и «Тадэ»), Золи («Сумирэ» и «Ёмоги»), Парсонса(«Хиси» и «Хасу»), Мицубиси(«Каки») и Кампон (остальные 13 кораблей). В силу несовершенства последних не все эсминцы на испытаниях развили проектную скорость, в частности, «Кури» достиг всего 35,2 узла. В котельных отделениях было установлено три паровых котла «Кампон» (18,3 кг/см²; 300°С; «Ро-Го», малая версия) с нефтяным питанием (один в носовом и два в кормовом), дым от них отводился в две дымовые трубы (носовая была сдвоенной).
Недостаточная мореходность не позволяла эсминцам действовать в открытом океане, хотя в прибрежных водах они показали себя с лучшей стороны.
В 1921—1923 годах также было построено ещё 8 кораблей по изменённому проекту (тип «Вакатакэ»).

## История службы
Вступив в строй в 1919—1922 годах, эсминцы типа «Моми» ввиду своей многочисленности (21 единица) и высоких на тот момент тактико-технических характеристик стали основой миноносных сил Объединённого флота, занимаясь патрулированием прилегающих к метрополии вод Восточно-Китайского, Японского и Жёлтого морей.
В середине 20-х годов корабли прошли модернизацию, в ходе которой была установлена улучшенная система управления огнём, на ходовом мостике был размещён дальномер, находившийся там ранее прожектор перенесли на площадку за второй трубой, а оба пулемёта разместили на первом ярусе носовой надстройки. После окончания работ эсминцы типа «Моми» стали практически полностью идентичны более поздним типа «Вакатакэ».
24 августа 1927 года «Вараби» был потерян в результате столкновения с крейсером «Дзинцу» у Майдзуру. Погибло 106 членов экипажа.
Ко времени начала боевых действий в Китае два дивизиона, составленных из эсминцев этого типа: 15-й («Фудзи», «Хаги», «Сусуки», «Цута») и 27-й («Аси», «Хиси», «Сумирэ») входили в состав 1-й эскадры эскадренных миноносцев, а 28-й дивизион («Тадэ», «Хасу», «Ёмоги») находился в составе Китайской эскадры.
В связи с ограничением тоннажа флота Вашингтонским и Лондонским морскими договорами, в 1932-39 годах из состава флота исключили «Моми», «Кая», «Наси», «Каки», «Нирэ», «Такэ», «Сумирэ» и «Аси», чтобы высвободить лимит под более совершенные корабли. На слом при этом были сданы только три первых, а остальные переклассифицировали в тендеры.
В 1937 году на семи единицах («Фудзи», «Сусуки», «Хиси», «Хасу», «Цука», «Ёмоги», «Тадэ») увеличили высоту дымовых труб и установили на них козырьки.
В 1939—1940 годах девять эсминцев переоборудовали в патрульные корабли. Вместо названий они получили номера: «Кику» — № 31, «Фудзи» — № 36, «Аои» — № 32, «Хиси» — № 37, «Хаги» — № 33, «Ёмоги» — № 38, «Сусуки» — № 34, «Тадэ» — № 39, «Цута» — № 35. В качестве вооружения были установлены два 120-мм орудия, шесть 25-мм зенитных автоматов и 60 глубинных бомб. Носовой котёл был демонтирован, а вместо него был размещён балласт для улучшения остойчивости и дополнительные топливные цистерны. Также была установлена гидроакустическая аппаратура. Водоизмещение после этого увеличилось до 935/1162 тонн, мощность силовой установки снизилась до 12000 л. с., а скорость до 18 узлов. В начале войны на № 31 (бывший «Кику») дополнительно поставили два 25-мм автомата.
Пять единиц, ранее классифицировавшихся как тендеры («Каки», «Нирэ», «Такэ», «Сумирэ» и «Аси»), в 1940 году переоборудовали в учебные корабли. С них сняли носовой торпедный аппарат и одну-две 120-мм пушки. Носовое котельное отделение ликвидировали, водоизмещение уменьшилось до 755 тонн, мощность до 7000 л. с., а скорость до 14 узлов. Зенитное вооружение не устанавливалось, так как их предполагалось использовать в зоне береговой ПВО.
Ко времени вступления Японии во Вторую Мировую войну только «Хасу», «Кури» и «Цуга» сохранили свою принадлежность к классу эсминцев. К тому моменту с них было демонтировано тральное оборудование, а минные рельсы были заменены бомбосбрасывателями с 36 глубинными бомбами. Использовались эти корабли на вторых ролях, благодаря чему им удавалось почти до самого конца войны избегать бомб и торпед противника. Первая потеря произошла только 15 января 1945 года, когда самолеты 38-го оперативного соединения потопили «Цуга» в гавани Макунга на Пескадорских островах. «Кури» и «Хасу» капитулировали в сентябре 1945 года, но первый 8 октября подорвался на мине у корейского порта Пусан. Второй был повреждён во время налёта 16 января в Гонконге, стоял в ремонте и в 1946 году его разобрали в Сасебо.
Переоборудованные в патрульные корабли единицы активно использовались в боевых действиях на Тихом океане и понесли тяжёлые потери. Уже 23 декабря 1941 года во время высадки десанта на атолл Уэйк выбросились на берег и были уничтожены американской береговой артиллерией № 32 («Аои») и № 33 («Хаги»). Спустя месяц,24 января 1942 года № 37 («Хиси») был потоплен артиллерией американских эскадренных миноносцев «Поуп» и «Паррот» у Баликпапана. Позже его подняли и сдали на слом.
2 сентября 1942 года американская армейская авиация потопила № 35 («Цута») в гавани Лаэ на Новой Гвинее.
Уцелевшие пять кораблей в 1942-43 годах переоборудовали в носители 14-метровых десантных катеров «Дайхацу». Надводный борт в кормовой части срезали до ватерлинии, чтобы обеспечить последним плавный спуск на воду. Корабли могли нести по одному катеру, 150 десантников или 18 глубинных бомб, сбрасываемых из 4 бомбомётов.
6 марта 1943 года № 34 («Сусуки») получил тяжёлые повреждения при столкновении с кораблем-целью «Якадзэ» (бывший эсминец типа «Минэкадзэ»). Был отбуксирован на Трук для ремонта, где его 3 июля 1944 года и потопила американская палубная авиация.
23 апреля 1943 года сопровождавший конвой № 39 («Тадэ») был потоплен американской подводной лодкой «Сивулф» северо-восточнее Тайваня.
30 марта 1944 года в результате атаки палубных самолётов 58-го оперативного соединения в районе Палау был потоплен № 31 («Кику»).
25 ноября 1944 года севернее мыса Энганьо на Лусоне в результате торпедной атаки американской подводной лодки «Атул» затонул № 38 («Ёмоги»).
№ 36 («Фудзи»), повреждённый 17 мая 1945 года в Сурабае самолётами с британского авианосца «Илластриес» и американского «Саратога», пережил войну, был передан Нидерландам и в 1947 году разобран на металл.
Пять единиц, исключенных из состава флота и ранее переклассифицированных в тендеры, использовались как учебные корабли. Четыре из них сменили названия («Нирэ» стал «Томариура № 1», «Аси» — «Томариура № 2», «Сумирэ» — «Митака», «Каки» — «Осу»). «Осу» и «Митака» (бывшие «Каки» и «Сумирэ») в 1944 году полностью разоружили, а на их палубах соорудили обширные деревянные надстройки, в которых разместились учебные классы.
Эти корабли использовались для подготовки специалистов по торпедному и противолодочному вооружению, а также пилотов-смертников для катеров «Синъё». Все пять единиц благополучно пережили войну и были сданы на слом в 1947—1948 годах.

## Представители серии
| Название                                  | Место постройки       | Заложен              | Спущен на воду        | Вступил в строй      | Судьба                                                                                    |
| ----------------------------------------- | --------------------- | -------------------- | --------------------- | -------------------- | ----------------------------------------------------------------------------------------- |
| Моми (яп. 樅 пихта японская)              | Йокосука, Япония      | 23 января 1918 года  | 10 июня 1919 года     | 27 декабря 1919 года | Сдан на слом в 1936 году                                                                  |
| Кая (яп. 榧 торрейя)                      | Йокосука, Япония      | 23 декабря 1918 года | 10 июня 1919 года     | 28 марта 1920 года   | Сдан на слом в 1940 году                                                                  |
| Наси (яп. 梨 груша)                       | Кобе, Япония          | 2 февраля 1918 года  | 26 августа 1919 года  | 10 декабря 1919 года | Сдан на слом в 1940 году                                                                  |
| Такэ (яп. 竹 бамбук)                      | Кобе, Япония          | 2 декабря 1918 года  | 26 августа 1919 года  | 25 декабря 1919 года | Разобран в 1948 году.                                                                     |
| Каки (яп. 柿 хурма восточная)             | Урага, Япония         | 27 февраля 1919 года | 20 октября 1919 года  | 2 августа 1920 года  | Разобран в 1948 году.                                                                     |
| Цуга (яп. 栂 тсуга южнояпонская)          | Исикавадзима, Япония  | 5 марта 1919 года    | 17 апреля 1920 года   | 20 июня 1920 года    | Потоплен американской палубной авиацией 15 января 1945 года                               |
| Нирэ (яп. 楡 вяз)                         | Куре (Япония), Япония | 5 сентября 1919 года | 22 декабря 1919 года  | 31 марта 1920 года   | Разобран в 1948 году                                                                      |
| Кури (яп. 栗 каштан японский)             | Куре (Япония), Япония | 5 декабря 1919 года  | 19 марта 1920 года    | 30 апреля 1920 года  | Затонул после подрыва на мине у Пусана 8 октября 1945 года                                |
| Кику (яп. 菊 хризантема)                  | Кобе, Япония          | 20 января 1920 года  | 13 октября 1920 года  | 10 декабря 1920 года | Потоплен американской палубной авиацией в районе Палау 30 марта 1944 года                 |
| Аои (яп. 葵 мальва китайская)             | Кобе, Япония          | 1 апреля 1920 года   | 9 ноября 1920 года    | 10 декабря 1920 года | Потоплен американской береговой артиллерией в ходе сражения за Уэйк 23 декабря 1941 года  |
| Хаги (яп. 萩 леспедеца двуцветная)        | Урага, Япония         | 28 февраля 1920 года | 29 октября 1920 года  | 20 апреля 1921 года  | Потоплен американской береговой артиллерией в ходе сражения за Уэйк 23 декабря 1941 года  |
| Фудзи (яп. 藤 глициния)                   | Осака, Япония         | 6 декабря 1919 года  | 27 ноября 1920 года   | 31 мая 1921 года     | После войны передан Нидерландам, в 1947 году сдан на слом                                 |
| Сусуки (яп. 薄 мискантус китайский)       | Исикавадзима, Япония  | 3 мая 1920 года      | 21 февраля 1921 года  | 25 мая 1921 года     | Потоплен американской палубной авиацией в лагуне Трука 3 июля 1944 года                   |
| Хиси (яп. 菱 водяной орех)                | Урага, Япония         | 10 ноября 1920 года  | 19 мая 1921 года      | 23 марта 1922 года   | Потоплен USS Pope 24 января 1942 года; позже поднят и сдан на слом                        |
| Хасу (яп. 蓮 лотос индийский)             | Урага, Япония         | 2 марта 1921 года    | 8 декабря 1921 года   | 31 июля 1922 года    | Разобран в 1946 году                                                                      |
| Вараби (яп. 蕨 папоротник-орляк японский) | Осака, Япония         | 12 октября 1920 года | 28 сентября 1921 года | 19 декабря 1921 года | Затонул 24 августа 1927 года после столкновения с крейсером «Дзинцу»                      |
| Тадэ (яп. 蓼 гречишные)                   | Осака, Япония         | 20 декабря 1920 года | 15 марта 1922 года    | 31 июля 1922 года    | Торпедирован USS Seawolf северо-восточнее Тайваня 23 апреля 1943 года                     |
| Сумирэ (яп. 菫 фиалка)                    | Исикавадзима, Япония  | 24 ноября 1920 года  | 14 декабря 1921 года  | 31 марта 1922 года   | Разобран в 1948 году                                                                      |
| Цута (яп. 蔦 дикий виноград)              | Кобе, Япония          | 16 октября 1920 года | 9 мая 1921 года       | 30 июня 1921 года    | Потоплен американской армейской авиацией в бухте Лаэ на Новой Гвинее 2 сентября 1943 года |
| Аси (яп. 葦 тростник японский)            | Кобе, Япония          | 15 ноября 1920 года  | 3 сентября 1921 года  | 29 октября 1921 года | Разобран в 1947 году                                                                      |
| Ёмоги (яп. 蓬 полынь)                     | Исикавадзима, Япония  | 26 февраля 1921 года | 14 марта 1922 года    | 19 августа 1922 года | Торпедирован USS Atule 25 ноября 1944 года в районе острова Лусон                         |

При закладке «Вараби» изначально получил название «Токо», а «Тадэ» «Фуйо».